# جی‌پی‌اس تفاضلی

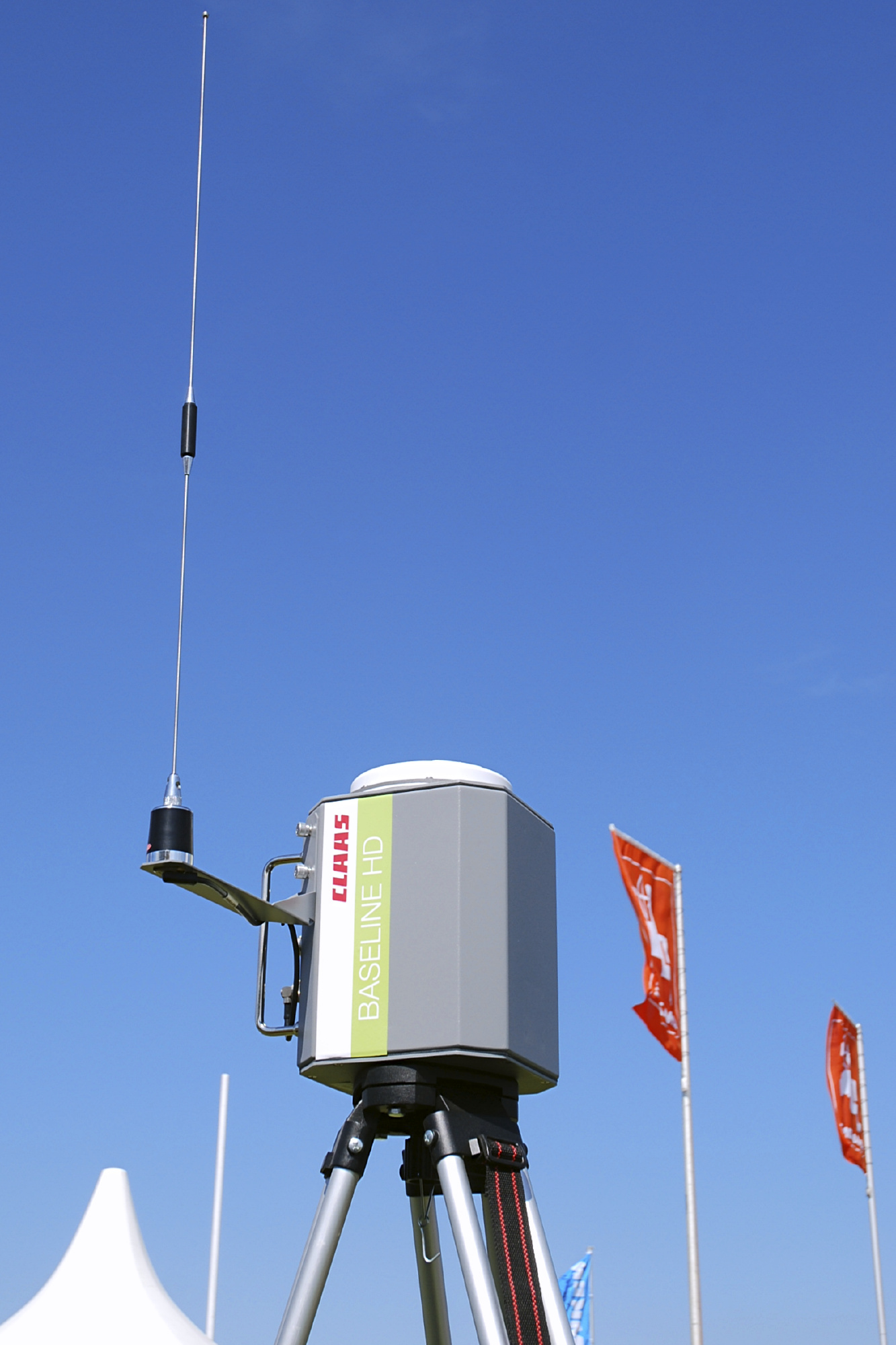
ایستگاه مرجع قابل‌حمل جی‌پی‌اس تفاضلی که در کشاورزی مدرن به کمک ماهواره استفاده می‌شود.

سامانه موقعیت‌یاب جهانی تفاضلی (به انگلیسی: Differential Global Positioning System) که به اختصار دی‌جی‌پی‌اس (DGPS) نامیده می‌شود، نوع بهبودیافته سامانه موقعیت‌یاب جهانی است که قادر به تعیین موقعیت دقیق‌تر نسبت به جی‌پی‌اس، از دقت اسمی ۱۵ متری جی‌پی‌اس به حدود ۱۰ سانتی‌متر در بهترین حالت پیاده‌سازی است.
جی‌پی‌اس تفاضلی از شبکه ایستگاه‌های ثابت زمینی برای تعیین اختلاف موقعیت‌های به‌دست آمده توسط سامانه ماهواره‌های جی‌پی‌اس و ایستگاه‌های ثابت زمینی استفاده می‌کند. این ایستگاه‌ها تفاوت بین مقادیر اندازه‌گیری‌شده توسط ماهواره‌ها و موقعیت واقعی را محاسبه و اصلاح می‌کنند. معمولاً سیگنال تصحیح دیجیتال به‌صورت محلی از طریق فرستنده‌های محلی و با برد کوتاه پخش می‌شود. 
اصطلاح جی‌پی‌اس تفاضلی به تکنیک کلی تقویتی آن اشاره دارد. گارد ساحلی ایالات متحده آمریکا (USCG) و گارد ساحلی کانادا (CCG) این سامانه را در ایالات متحده و کانادا را بر روی فرکانس رادیویی با بسامد پایین بین ۲۸۵ و ۳۲۵ کیلوهرتز در نزدیک بنادر و راه‌های آبی اصلی راه‌اندازی کرده‌اند. سامانه جی‌پی‌اس تفاضلی گارد ساحلی آمریکا NDGPS (دی‌جی‌پی‌اس ملی) نام دارد و به طور مشترک توسط گارد ساحلی و دپارتمان ترابری فدرال اداره می‌شود. این سامانه شامل پایگاه‌های گسترده‌ای در سرزمین اصلی ایالات متحده آمریکا و بخش‌های ساحلی آن شامل آلاسکا، هاوایی و پورتوریکو است.